# Strange Attitude
Strange Attitude est le premier album solo du musicien français Benjamin Diamond, sorti sur Epic Records. Strange Attitude comprend des morceaux tels que In Your Arms (We Gonna Make It), Little Scare ou encore Fit Your Heart qui sont considérés comme étant des classiques de la scène electro/house française.

## Liste des morceaux
1. Intro (0:25)
2. Little Scare (4:11)
3. 18 And Over (4:31)
4. Strange Attitude (7:01)
5. U Were Born (4:18)
6. Joyride (3:49)
7. The Rain (4:44)
8. Just A Little Time (4:11)
9. Playin' With Myself (6:08)
10. In Your Arms (We Gonna Make It) (4:20)
11. Rich Personnality (4:45)
12. Read In Your Mind (5:45)

- Bonus

1. Fit Your Heart (3:48)